# Diecezja Ratchaburi
Diecezja  Ratchaburi – rzymskokatolicka diecezja w Tajlandii. Powstała w 1930 jako misja sui iuris. Kolejno ustanawiana: prefekturą apostolską (1934), wikariatem apostolskim (1941), diecezją Bangnokhuek (1965), przemianowana na diecezję Ratburi (1966). Pod obecną nazwą od 1969.

## Biskupi ordynariusze
- Silvio Siripong Charatsri: od 2023
- John Bosco Panya Kritcharoen: 2005 - 2023
- Manat Chuabsamai:  1985 -  2003
- Joseph Ek Thabping 1975 -  1985
- Robert Ratna Bamrungtrakul 1969 - 1975
- Pietro Luigi Carretto 1951 -  1969 
  - Gaetano Pasotti 1934-1950